# Орден победе
Орден победе (рус. Орден «Победа») је био највише војно одликовање у Совјетском Савезу. Установљен је Указом Президијума Врховног Савета СССР-а 8. новембра 1943. године, заједно са Орденом славе. То је једно од најређе додељиваних одликовања на свету, а добијали су га само генерали и маршали за "вођење ратних операција на једном или више фронтова које су успешним окончањем донеле радикалну промену ситуације у корист Црвене армије". Током своје историје био је додељен 20 пута (од чега 5 пута странцима), с тим што је орден додељен Леониду Брежњеву постхумно опозван.

## Историја
Орден је предложио пуковник Н. С. Неелов у јуну 1943. године и том приликом је предложио назив „Орден за верност домовини“, али је признање ипак добило садашњи назив у октобру исте године. Орден је званично установљен 8. новембра 1943, а први пут додељен 10. априла 1944. године Александру Васиљевском, Георгију Жукову и Јосифу Стаљину. Касније су га добили и главнокомандујући савезничких снага. Готово сви ордени су додељени за време Другог светског рата, осим оног који је 1978. добио Леонид Брежњев али је тај орден опозван 21. септембра 1989. године.
Орден победе је могао бити додељен више пута истој особи (што је и учињено три пута), али за разлику од осталих совјетских ордена није на себи имао серијски број. Број је био записан само у сертификату који се добијао уз награду. Након смрти носиоца, орден се враћа држави и данас се они чувају у Дијамантском фонду у Кремљу.

## Детаљи израде
Орден је израђен од платине у облику петокраке звезде са зрацима између кракова. Пречник му износи 72 mm и украшен је са 174 дијаманта укупне тежине 16 карата (3,2 грама), док су кракови звезде израђени од вештачких рубина. У средини се налази сребрни медаљон са златним приказом Кремља, Спаске куле и Лењиновог маузолеја окружених гранама ловора и храста. Између ловора и храста налази се црвени стег са натписом „Победа“. На небу у позадини, украшеним плавим емајлом, налази се натпис „СССР“. Укупна маса ордена је 78 грама, од чега је 47 грама платине, 2 грама злата, 19 грама сребра, 25 карата рубина и 16 карата дијаманата.
Није познато ко је осмислио садашњи дизајн ордена, али га је лично одабрао Стаљин 20. октобра 1943. године.

## Лента
Укупна дужина ленте износи 44 mm и она се углавном носила на парадним униформама. На ленти су бојама представљени следећи ордени (слева надесно):
- Орден славе - наранџаста са црном пругом у средини,
- Орден Богдана Хмелнитског - светлоплава,
- Орден Александра Невског - тамноцрвена,
- Орден Кутузова - тамноплава,
- Орден Суворова - зелена,
- Орден Лењина - црвена у средини.

## Носиоци ордена
- Константин Рокосовски, совјетски маршал - одликован 30. марта 1945. године;
- Иван Коњев, совјетски маршал - одликован 30. марта 1945. године;
- Александар Василевски, совјетски маршал - одликован 2 пута, 10. априла 1944. и 19. априла 1945. године;
- Георги Жуков, совјетски маршал - одликован 2 пута, 10. априла 1944. и 31. маја 1945. године;
- Јосиф Стаљин, председник Савета министра СССР-а - одликован 2 пута, 10. априла 1944. и 26. јуна 1945. године;
- Родион Малиновски, совјетски маршал - одликован 26. априла 1945. године;
- Фјодор Толбухин, совјетски маршал - одликован 26. априла 1945. године;
- Леонид Говоров, совјетски маршал - одликован 31. маја 1945. године;
- Семјон Тимошенко, совјетски маршал - одликован 4. јуна 1945. године;
- Алексеј Антонов, совјетски генерал - одликован 4. јуна 1945. године;
- Двајт Ајзенхауер, амерички генерал - одликован 4. јуна 1945. године;
- Бернард Монтгомери, британски генерал - одликован 5. јуна 1945. године;
- Михаил I, румунски краљ - одликован 6. јуна 1945. године;
- Михаил Жимјерски, пољски маршал - одликован 9. августа 1945. године;
- Кирил Мерецков, совјетски маршал - одликован 8. септембра 1945. године.;
- Јосип Броз Тито, југословенски маршал - одликован 9. септембра 1945. године;
- Леонид Брежњев, председник Президијума Врховног савета СССР-а - одликован 20. фебруара 1978. године.